# Lingua sutea
La lingua sutea (Sutû) è la lingua parlata dai sutei, popolazione vissuta nel III millennio a.C. nella regione di Suhum, situata a sud di Mari, lungo il medio corso dell'Eufrate.
Il suteo compare in un elenco di lingue parlate nella regione trovata nella tavoletta d'argilla Sag B, un testo educativo del redatto in mediobabilonese probabilmente risalente all'epoca dell'Impero medio-assiro e originario della città di Emar, nell'attuale Siria nordorientale. Il testo elenca anche l'accadico, l'amorreo, il guteo, l'hurrita e l'elamita.
La lingua sutea è conosciuta principalmente per una lista di antroponimi, i quali suggeriscono un'origine semitica, vista la loro somiglianza con i nomi tipicamente accadici e amorrei. È stato ipotizzato che il suteo possa rappresentare una forma arcaica della lingua aramaica.